# Movimento Democrático Brasileiro (1966)
Movimento Democrático Brasileiro (MDB) foi um partido político brasileiro que abrigou os opositores da ditadura militar brasileira ante o poderio governista da Aliança Renovadora Nacional (ARENA). Organizado em fins de 1965 e fundado no ano seguinte, o partido se caracterizou por sua multiplicidade ideológica graças sobretudo aos embates entre os "autênticos" e "moderados" quanto aos rumos a seguir no enfrentamento ao poder militar.  
Inicialmente raquítico em seu desempenho eleitoral, experimentou grande crescimento no governo de Ernesto Geisel obrigando os militares a extinguirem o bipartidarismo e assim surgiu o Partido do Movimento Democrático Brasileiro (PMDB) em 1980.
Com o fim do bipartidarismo, as inúmeras correntes que formavam o MDB fundaram legendas como o Partido dos Trabalhadores (PT) e Partido Democrático Trabalhista (PDT), e outras que vieram mais tarde desde os anos 80. Em 1988, uma cisão no PMDB deu origem ao Partido da Social Democracia Brasileira (PSDB), formado pela ala então social-democrata e os intelectuais do partido ligados ao ex-governador paulista Franco Montoro.
Vale notar que o símbolo do MDB é semelhante ao da Unión Cívica Radical, partido político da Argentina.

## História

### Desmonte político
Em 31 de março de 1964, uma ação empreendida pelas Forças Armadas depôs João Goulart e entregou, então, o poder ao "Comando Supremo da Revolução" durante a figurativa passagem de Pascoal Ranieri Mazzilli pela Presidência da República. Assim, nos quinze dias seguintes os militares empreenderam ações destinadas a consolidar a nova estrutura de poder começando pela outorga do Ato Institucional Número Um que, baixado em 9 de abril pelo Ministro da Guerra Artur da Costa e Silva, pelo Ministro da Marinha Augusto Rademaker e pelo Ministro da Aeronáutica Francisco de Assis Correia de Melo, inaugurou uma era de cassações e suspensões de direitos políticos contra aqueles considerados adversários do novo governo dentre os quais os ex-presidentes Juscelino Kubitschek, Jânio Quadros e João Goulart, além de um sem-número de políticos, intelectuais, funcionários públicos, líderes sindicais e estudantis.
Com a posse do Marechal Humberto de Alencar Castelo Branco na Presidência da República, em 15 de abril de 1964, começou a disputa entre os "moderados" e a "linha dura" no meio militar quanto a condução do governo. 
Apontado como integrante do primeiro grupo, Castelo Branco atendeu aos pleitos dos setores mais radicais e estendeu as penas de cassação e perda de direitos políticos à sociedade civil e rompeu relações diplomáticas com Cuba ao tempo em que encaminhava seus projetos de reforma administrativa, eleitoral, econômica e agrária de modo a reverter algumas das decisões do governo Goulart e contentar os setores sociais que prestavam apoio ao regime dos quartéis.
Durante o primeiro ano de seu governo, Castelo Branco recebeu o apoio majoritário dos partidos então existentes capitaneados pela União Democrática Nacional (UDN) e pelo Partido Social Democrático (PSD) ao passo que seus opositores provinham do Partido Trabalhista Brasileiro (PTB), contudo a "linha dura" do regime entendia haver complacência para com os "subversivos" que se encontravam nos partidos políticos, não obstante a cassação de três ex-presidentes da República, o exílio de nomes da esquerda como Miguel Arraes e Leonel Brizola e o isolamento de líderes civis do Golpe de 1964 como Carlos Lacerda e Adhemar de Barros: o primeiro renunciou à sua pré-candidatura presidencial e o segundo foi afastado do governo paulista em junho de 1966 quando foi substituído por Laudo Natel. 

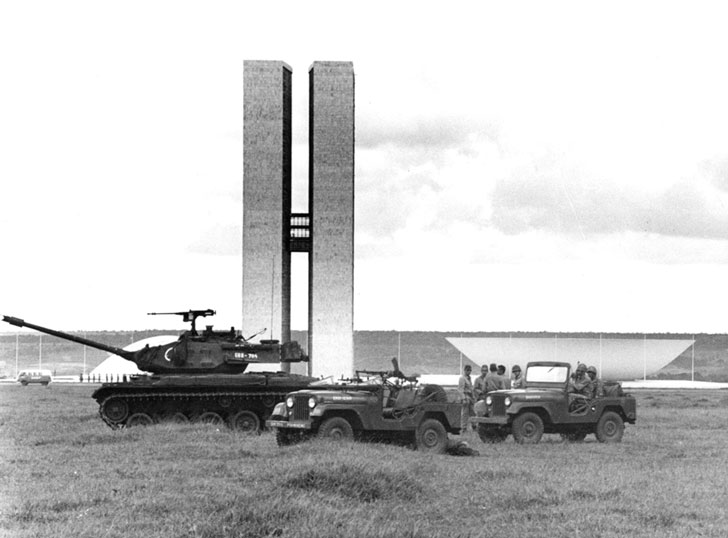
Tanques no Golpe de Estado que ocorreu em 1964 no Brasil.

Mesmo diante de tantas baixas forçadas os setores políticos não-alinhados com os militares exibiam força como na eleição do Brigadeiro "janista" José Vicente Faria Lima para a Prefeitura de São Paulo em 22 de março de 1965. Tal fato serviu como vetor para que não se realizassem as eleições para governador em onze estados da federação em 3 de outubro, todavia Castelo Branco assegurou a realização do pleito via sufrágio popular.
Considerados estados-chave para a consolidação política do novo regime, Minas Gerais e Guanabara manifestavam predileção por nomes avessos ao poder federal por suas ligações com figuras recém-defenestradas da vida pública: em Minas Sebastião Paes de Almeida era visto com reservas por ter sido Ministro da Fazenda do governo Kubitschek e na Guanabara Hélio de Almeida tinha contra si o fato de ter ocupado o Ministério de Viação e Obras Públicas nas fases parlamentarista e presidencialista de João Goulart. O duplo impasse foi solucionado mediante a apresentação de Israel Pinheiro da Silva e Francisco Negrão de Lima como postulantes aos governos mineiro e carioca, respectivamente. Ao final do processo os dois foram eleitos e cumpriram seus mandatos apesar do evidente desconforto por parte das autoridades de Brasília.
Nos demais estados as eleições transcorreram sem sobressaltos para o poder central sendo que em cinco deles houve uma atuação mais incisiva do governo federal em favor de seus candidatos: no Maranhão a vitória coube a José Sarney, no Paraná a Paulo Pimentel, em Goiás a Otávio Lage, no Pará a Alacid Nunes e na Paraíba o vitorioso foi João Agripino. 
Nos estados de Mato Grosso, Rio Grande do Norte e Santa Catarina venceram Pedro Pedrossian, Valfredo Gurgel e Ivo Silveira, respectivamente. Quanto a Alagoas o desfecho foi diferente, pois como nenhum candidato alcançou a maioria absoluta de votos (como preconizava a legislação vigente) foi nomeado um interventor e somente em agosto de 1966 foi escolhido por via indireta o nome de Antônio Simeão de Lamenha Filho.
Mesmo diante de um cenário que lhe era favorável em grande parte, a "linha dura" do governo militar não parecia disposto a relevar os resultados havidos em Minas Gerais e na Guanabara e assim foi editado, em 27 de outubro de 1965, o Ato Institucional Número Dois que concentrou mais poderes nas mãos do Executivo, estabeleceu eleições indiretas para Presidente da República e para os governos estaduais a partir do ano seguinte e por fim decretou a extinção dos partidos políticos no país e a criação de um sistema bipartidário onde o governo seria representado pela Aliança Renovadora Nacional (ARENA) e a oposição caberia ao Movimento Democrático Brasileiro (MDB).

### Oposição consentida
Conforme os dispositivos do Ato Institucional Número Dois e ainda do Ato Complementar Número Quatro, de 24 de novembro de 1965, criar um partido político só seria possível se a nova agremiação contasse com pelo menos 20 senadores e 120 deputados federais no ato de sua fundação e assim foram surgiram duas novas siglas ao invés das treze então existentes: a ARENA (Aliança Renovadora Nacional) e o MDB (Movimento Democrático Brasileiro) que congregariam as forças situacionistas e as de oposição ao governo. As adesões ao partido oficial excederam os prognósticos ao passo que no MDB foi preciso um empenho maior para cumprir o número mínimo de filiações de modo a evitar a caracterização do Regime Militar de 1964 como uma ditadura de partido único. 
A primeira reunião para tratar da criação de um partido oposicionista se deu em 4 de dezembro de 1965 e nela os participantes decidiram adotar o termo "movimento" ao invés de "ação", desse modo chegou-se ao "Movimento Democrático Brasileiro" cuja sigla foi alterada de "MODEBRA" para "MDB". Em 24 de março de 1966, foi lavrado o registro oficial do novo partido.

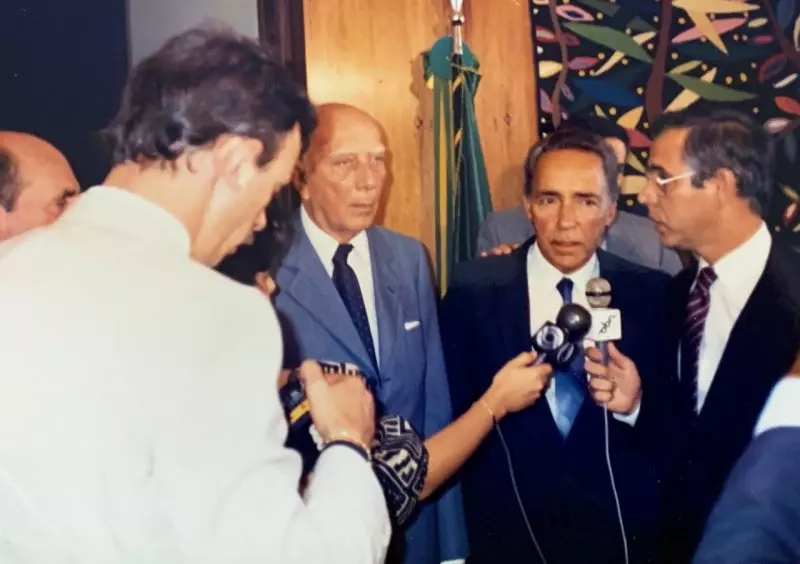
Pedro Ivo e Ulysses Guimarães em 1980.

Formado basicamente por egressos do Partido Trabalhista Brasileiro o MDB (apelidado de "manda brasa" por seus filiados e simpatizantes) recebeu também dissidentes partidários que não cerraram fileiras com o governo, dentre os quais dois importantes líderes do Partido Social Democrático: Tancredo Neves e Ulysses Guimarães. Correntes socialistas e comunistas e correntes democráticas não-socialistas também optaram pela legenda oposicionista, daí a multiplicidade ideológica intrínseca aos emedebistas. Cerceado por uma legislação feita sob medida para favorecer a ARENA, o MDB elegeu sete senadores (de vinte e três vagas em disputa) e cento e trinta e dois deputados federais (havia quatrocentas e nove vagas em jogo). 
Dentre os nomes que chegaram ao Congresso Nacional pelo partido em 1966 podemos citar o senador Mário Martins (ligado a Carlos Lacerda) e os deputados Tancredo Neves, Ulysses Guimarães, Mário Covas, Franco Montoro e Amaral Peixoto.
O primeiro presidente do MDB foi o senador acreano Oscar Passos. Durante os governos de Costa e Silva e Médici o partido sofreu um grave processo de encolhimento devido às cassações impostas aos seus membros a partir do discurso de Márcio Moreira Alves e a subsequente outorga do Ato Institucional Número Cinco em 1968. No ano de 1970 o partido elegeu por via indireta o nome de Antônio de Pádua Chagas Freitas para o governo da Guanabara, único de seus membros a chefiar um governo de estado durante o período militar. 
Não por acaso era no estado carioca que o MDB contava com sua grande base eleitoral até então, embora a postura de Chagas Freitas fosse a de um "opositor consentido" que não criaria embaraços para o status quo. 
Em novembro, o "manda brasa" elegeu seis senadores (dois na Guanabara) e oitenta e sete deputados federais. A perda de quase cinquenta vagas no parlamento foi creditada às regras eleitorais viciadas, à repressão governamental, ao Milagre Brasileiro, e à alta porcentagem (30%) de votos nulos e em branco, esta última uma prática fomentada inclusive por setores radicais do MDB. Diante de tantas adversidades cogitou-se a dissolução do partido, entretanto a única decisão tomada foi que Oscar Passos não seria mais o presidente do partido após o fim de seu mandato parlamentar.

### Ascensão vigorosa
Quando João Goulart foi afastado do poder, Ulysses Guimarães já havia exercido um mandato de deputado estadual e exercia seu quarto mandato de deputado federal com uma passagem pelo Ministério da Indústria e Comércio no gabinete parlamentarista de Tancredo Neves. Inicialmente favorável à queda do presidente, Ulysses Guimarães logo passou a contestar os objetivos do novo regime e a seguir filiou-se ao MDB e ao assumir a presidência do partido deu início à fase mais combativa do mesmo. 
Com uma bancada reduzida a oposição tratou de se reorganizar: Franco Montoro e Amaral Peixoto foram eleitos para o Senado Federal e na Câmara dos Deputados a postura conciliadora de Tancredo Neves tinha um contraponto nas vozes aguerridas de Francisco Pinto e de Marcos Freire visto que Mário Covas fora cassado em 16 de janeiro de 1969 e teve seus direitos políticos suspensos por dez anos.
Tornou-se nítido para os emedebistas que a forma mais eficaz de encerrar o Regime Militar seria pela disputa "eleitoral" da Presidência da República dentro do Colégio Eleitoral embora neste a maioria pertencesse a ARENA. Desse modo, apesar da percepção de que o Colégio Eleitoral votaria, invariavelmente, no General indicado pela cúpula militar, Ulysses Guimarães foi lançado "anticandidato" à Presidência da República em convenção realizada em 4 de setembro de 1973 tendo como vice o jornalista Barbosa Lima Sobrinho. Dez dias depois os generais Ernesto Geisel e Adalberto Pereira dos Santos foram homologados pela convenção arenista. 

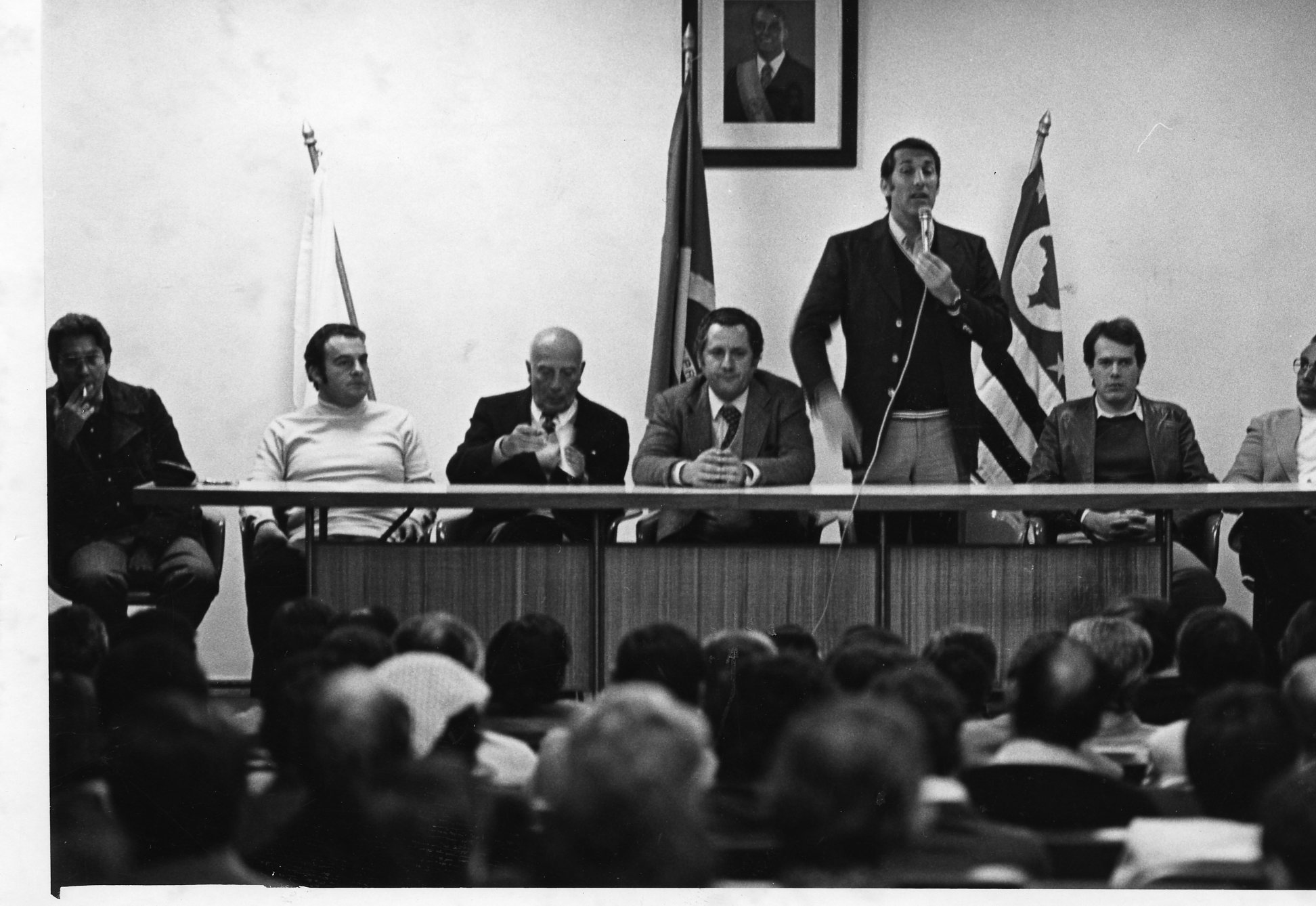
Encontro do MDB em 1979, com Mario Covas, Ulysses Guimarães, Nelson Bueno e Orestes Quércia.

Mesmo sem chances reais de vitória tanto Ulysses quanto o MDB experimentaram um refluxo de sua popularidade, ao conduzir uma campanha eleitoral nas ruas o que jamais tinha acontecido desde 1964, afinal os militares jamais se preocuparam com um ato dessa natureza.
Reunido a 15 de janeiro de 1974, Ernesto Geisel foi escolhido terceiro Presidente da República segundo as regras da ditadura: Humberto de Alencar Castelo Branco foi eleito por um congresso mutilado e após o bipartidarismo o MDB se absteve nas votações que escolheram Artur da Costa e Silva e Emílio Garrastazu Médici. O placar de 400 votos contra 76 em favor de Geisel não refletiu a verve oposicionista do eleitorado, que dez meses depois concedeu ao MDB 16 das 22 vagas em disputa para o Senado Federal e 165 dos 364 assentos na Câmara dos Deputados. 
Na disputa para a chamada Câmara Alta do país, o resultado mais surpreendente ocorreu em São Paulo, onde o senador Carvalho Pinto parecia ter sua reeleição assegurada, mas foi derrotado por Orestes Quércia. Nos demais estados, a vitória oposicionista consagrou nomes combativos, como Marcos Freire em Pernambuco, Gilvan Rocha em Sergipe, Paulo Brossard no Rio Grande do Sul e Saturnino Braga no Rio de Janeiro. Das seis vitórias governistas, quatro vieram do Nordeste.
A vitória do MDB mudou a correlação de forças no Congresso Nacional. A oposição cresceu e ameaçava a hegemonia do governo e diante desse temor Ernesto Geisel fechou o Congresso Nacional em abril de 1977, quando o MDB se recusou a aprovar o projeto de reforma do Judiciário enviado pelo Executivo. Durante esse recesso forçado o governo editou o Pacote de Abril, com o escopo de aumentar a diferença entre a ARENA e o MDB. Dentre seus dispositivos o pacote determinou que nas eleições seguintes seria escolhido, por voto indireto, um senador de cada estado da federação. 
Desse modo como o Executivo detinha uma tênue maioria no Congresso todos os senadores seriam representantes da ARENA, exceto por Amaral Peixoto no Rio de Janeiro, estado onde Chagas Freitas (indicado para governar a Guanabara em 1970) foi o único governador do MDB em 1978.
O embuste dos "senadores biônicos" (numa referência ao seriado O Homem de Seis Milhões de Dólares ou "O Homem Biônico" como ficou conhecido no Brasil) rendeu à ARENA vinte e uma das vinte e duas cadeiras em disputa e no pleito direto a legenda situacionista obteve um placar mais "apertado" conquistando quinze vagas (duas no recém-criado estado de Mato Grosso do Sul) contra oito da oposição, escore que seria ainda menos favorável caso rumorosas evidências de fraude não tivessem atingido Jarbas Vasconcelos em Pernambuco. 
No cômputo geral a ARENA conseguiu quatro vezes mais assentos que o MDB (trinta e seis a nove) embora dentre os oposicionistas estivessem nomes como Tancredo Neves e Pedro Simon. Na Câmara dos Deputados, os números colhidos em 15 de novembro de 1978 foram 228 a 196 a favor do governo. Um mês antes do pleito legislativo o Colégio Eleitoral assistiu a uma eloquente demonstração de força da oposição, pois embora a chapa formada pelo General João Figueiredo e Aureliano Chaves tenha recebido 355 votos na disputa pela Presidência da República, a dupla do MDB nas pessoas do General Euler Bentes Monteiro e do senador Paulo Brossard obteve 266 sufrágios, mais do que o triplo dos votos de Ulysses Guimarães há quatro anos.
A pressão dos políticos do MDB em todo o país, dos sindicatos e da população obrigou Figueiredo a decretar, em agosto de 1979, anistia ampla, geral e irrestrita libertando os presos políticos, revogando as cassações e permitindo a volta dos exilados ao país reintegrando-os à vida nacional.

### Extinção e ressurgimento

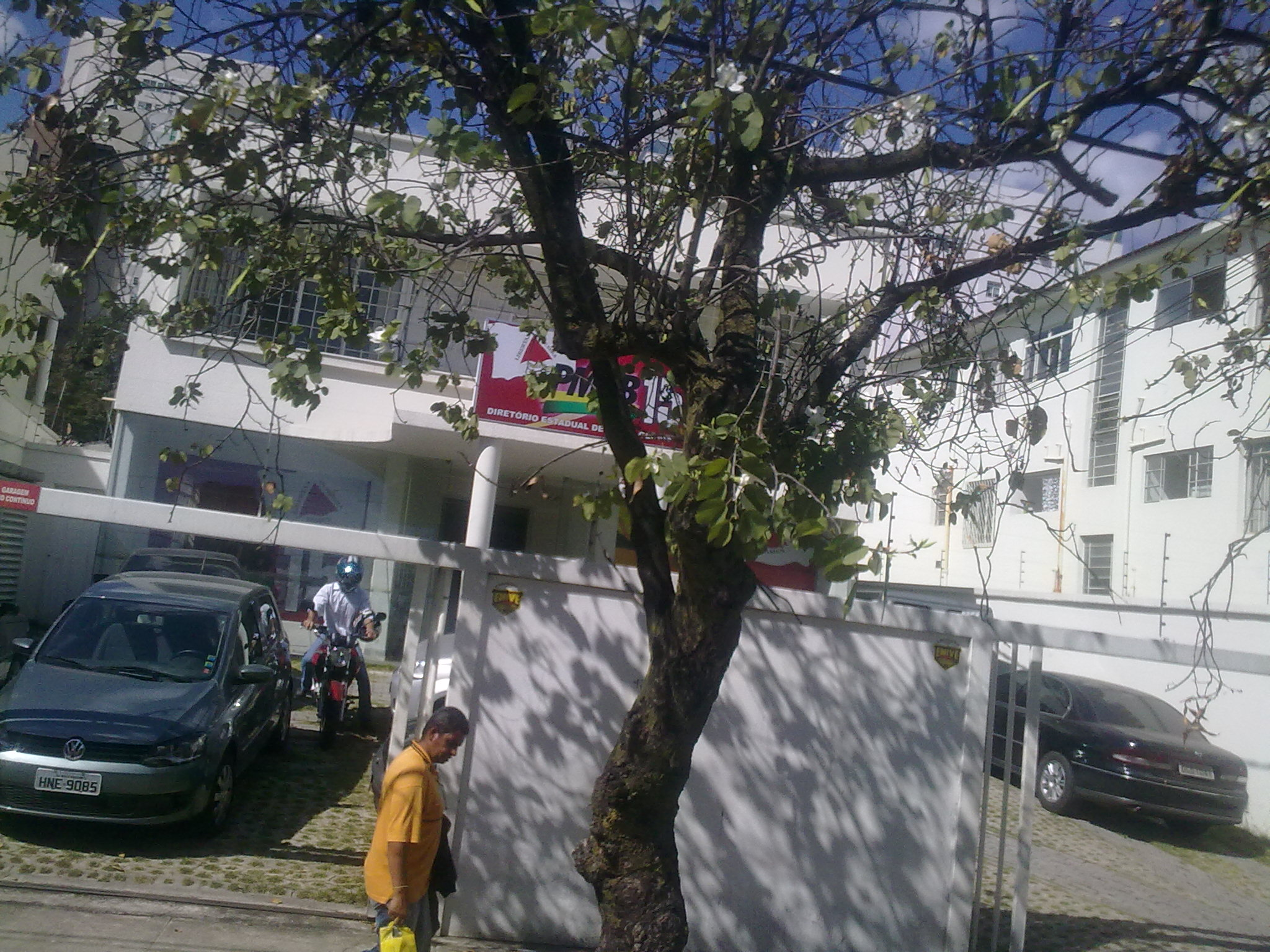
Diretório regional do PMDB em Minas Gerais.

A extinção do MDB deu-se em 20 de dezembro de 1979, quando o sistema bipartidário chegou ao fim, surgindo em seu lugar o Partido do Movimento Democrático Brasileiro, liderado por Ulysses Guimarães. Na época, houve efusivo protesto contra a extinção do partido por parte do senador Marcos Freire.

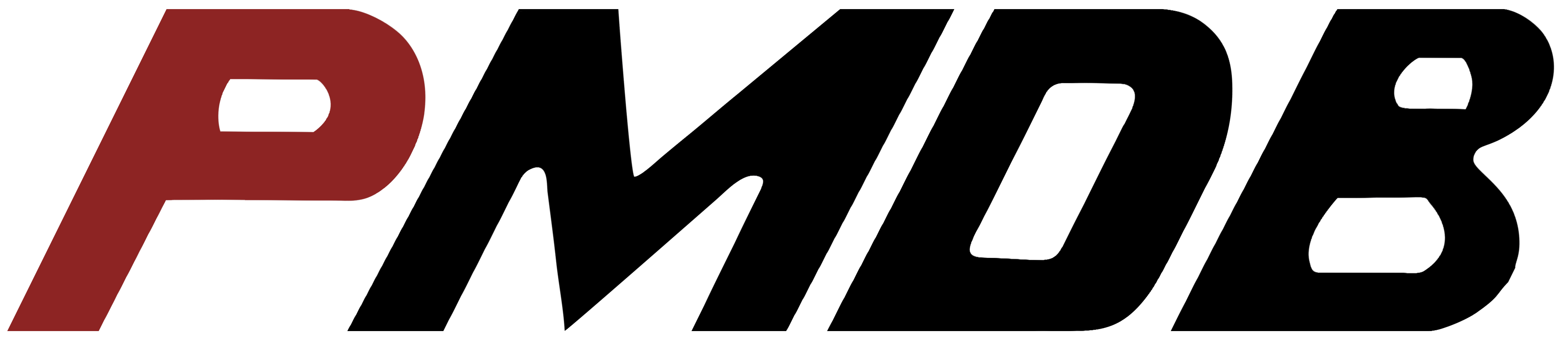
Logo do novo PMDB em 1981.

A ARENA se agregou no Partido Democrático Social, enquanto os dissidentes das duas antigas legendas se reuniram sob a égide de Tancredo Neves no Partido Popular. A disputa pelo restaurado Partido Trabalhista Brasileiro opôs duas correntes ideológicas, mas o mesmo foi entregue pelo General Golbery do Couto e Silva à deputada Ivete Vargas, sobrinha de Getúlio. 
Descontente com isso Leonel Brizola fundou o Partido Democrático Trabalhista, mais próximo do trabalhismo do antigo PTB e em São Paulo lideranças sindicais e intelectuais criaram o Partido dos Trabalhadores, em que se pontificava a figura de Luiz Inácio Lula da Silva.

Há controvérsia sobre se o PMDB seria o MDB com outro nome, ou se seria apenas um partido sucessor político desse. Formalmente a Lei dos partidos políticos de 1979 extinguiu MDB e ARENA, mas há fontes que apontam que o PMDB seria na verdade o MDB com novo nome.